# الک تاون، نیو ساوت ولز
الک تاون (به انگلیسی: Alectown) یک شهرک در استرالیا است که در نیو ساوت ولز واقع شده‌است.